# Greg McElroy
Gregory McElroy Jr. (Los Angeles, 10 maggio 1988) è un ex giocatore di football americano statunitense che ha giocato nel ruolo di quarterback nella National Football League (NFL). Fu scelto nel corso del settimo giro (208º assoluto) del draft NFL 2011 dai New York Jets. Al college giocò a football all’Università dell'Alabama.

## Carriera universitaria
McElroy iniziò a giocare nel college football con gli Alabama Crimson Tide nel 2007. Nel suo primo anno giocò 2 partite, lanciando per 73 yard con un touchdown, nessun intercetto e 193,7 di passer rating e vinse l'Independence Bowl contro i Colorado Buffaloes come riserva. Nell'anno da sophomore scese in campo in 6 partite, lanciando per 123 yard con un TD, un intercetto e 178,5 di passer rating.
Nell'anno da junior giocò 14 partite, lanciando 2.508 yard con 17 TD, 4 intercetti e 140,5 di passer rating, oltre a un TD su corsa. Guidò la squadra a una stagione da imbattuta (14-0) e vinse il campionato NCAA battendo in finale Texas Longhorns. Nel suo ultimo anno giocò 13 partite, lanciando per 2.987 yard con 20 TD, 5 intercetti e 169,0 di passer rating, oltre a un TD su corsa. Vinse il Capital One Bowl contro i Michigan Spartans.
Premi e riconoscimenti
- Campionato NCAA: 1

2009
- Independence Bowl: 1

2007
- Capital One Bowl: 1

2010
- MVP del SEC Championship: 1

2009

## Carriera professionistica

### New York Jets
McElroy fu scelto nel corso del settimo giro del Draft 2011 dai New York Jets. Dopo la selezione ricevette gli apprezzamenti del quarterback titolare Mark Sanchez e di una leggenda della squadra come Joe Namath. Il 29 luglio firmò un contratto quadriennale per un totale di 2,105 milioni di dollari. Nell'ultima gara di pre-stagione contro i Philadelphia Eagles, Greg si infortunò a un pollice e la conseguente operazione chirurgica gli fece perdere tutta la sua stagione da rookie.
McElroy debuttò a sorpresa come professionista il 2 dicembre 2012. Dopo l'ennesima prova incolore di Sanchez, autore di tre intercetti contro gli Arizona Cardinals e con l'infortunio del quarterback di riserva Tim Tebow, McElroy fu mandato in campo dall'allenatore Rex Ryan con la squadra in svantaggio per 6-0. Nell'unico quarto di gioco a disposizione, McElory guidò i Jets alla vittoria in rimonta completando 5 passaggi su 7 e il suo primo touchdown in carriera per Jeff Cumberland.
Nelle gare successive Sanchez partì ancora come titolare finché, dopo l'ennesima disastrosa prova contro i Tennessee Titans nella settimana 15 in cui lanciò 4 intercetti, McElroy fu nominato titolare per la gara della settimana successiva contro i San Diego Chargers. I Jets persero quella partita con Greg che passò 185 yard e subì un intercetto e ben 11 sack.. Malgrado ciò avrebbe dovuto rimanere il titolare anche per l'ultima gara della stagione 2012 ma una commozione cerebrale subita nella partita precedente gli tolse questa possibilità. Chiuse giocando 2 partite di cui una da titolare, lanciando per 214 yard con un TD, un intercetto e 79.2 di passer rating.
Il 31 agosto 2013, McElroy fu svincolato.

### Cincinnati Bengals
L'8 gennaio 2013 firmò come riserva futura con i Cincinnati Bengals, dopo esser stato svincolato firmò Il 1º settembre con la squadra di allenamento, rimanendovi per l'intera stagione.
Il 21 marzo 2014 annunciò il suo ritiro dalla NFL tramite il suo account di Twitter.

## Palmarès
Nessuno

## Statistiche
| Anno | Squadra            | G | GT | Passaggi | Passaggi | Passaggi | Passaggi | Passaggi | Passaggi | Passaggi | Passaggi |
| Anno | Squadra            | G | GT | Comp     | Tent     | %        | Yard     | Media    | TD       | Int      | Rat      |
| ---- | ------------------ | - | -- | -------- | -------- | -------- | -------- | -------- | -------- | -------- | -------- |
| 2011 | New York Jets      | 0 | 0  | -        | -        | -        | -        | -        | -        | -        | -        |
| 2012 | New York Jets      | 2 | 1  | 19       | 31       | 61,3     | 214      | 6,9      | 1        | 1        | 79,2     |
| 2013 | Cincinnati Bengals | 0 | 0  | -        | -        | -        | -        | -        | -        | -        | -        |
|      | Carriera           | 2 | 1  | 19       | 31       | 61,3     | 214      | 6,9      | 1        | 1        | 79,2     |